# 가브리엘라 슬루서르
아나 가브리엘라 "가비" 슬루서르(네덜란드어: Ana Gabriela "Gaby" Schloesser, 1994년 2월 18일 ~ )는 멕시코 출신 네덜란드의 양궁 선수이다. 출생명은 아나 가브리엘라 바야르도 찬(스페인어: Ana Gabriela Bayardo Chan)이다. 2016년 하계 올림픽 대회에서 멕시코 양궁 국가대표로 참가하였다. 2018년 네덜란드 국적의 남편을 따라 네덜란드로 귀화하였고, 2018년 대회때부터 네덜란드 국가대표로 뛰기 시작하였다. 남편의 성을 따라 바야드로에서 슬루서르로 성을 바꾸었다. 2020년 하계 올림픽 양궁 혼성 단체 결승전에서 대한민국에게 패해 은메달을 기록했다.